# کریستیان شبه
کریستیان شبه (انگلیسی: Christian Jebe; ۲۳ ژوئن ۱۸۷۶ – ۲۴ مارس ۱۹۴۶) قایقران قایق بادبانی اهل نروژ بود.